# 帕拉·沃噶
帕拉·沃噶（？—？）藏族，西藏拉萨人，西藏贵族，噶厦官员。

## 生平
帕拉·沃噶是帕拉家族成员。1857年，帕拉·沃噶和其他僧俗官员一起迎回十一世达赖的转世灵童（即十二世达赖）。1867年，帕拉·沃噶被任命为强佐，在布达拉宫专门负责发放贷款及为达赖收支财物等事务。帕拉·沃噶可能是帕拉·白玛结布的兄弟之一。